# Восточно-Европейская равнина
Восто́чно-Европе́йская равни́на, или Русская равнина, ранее Российская равнина — обширная равнина в Восточной Европе, составная часть Европейской равнины.
Простирается от побережья Балтийского моря до Уральских гор, от Баренцева и Белого морей — до Чёрного, Азовского и Каспийского. На северо-западе ограничена Скандинавскими горами, юго-западе — Судетами и другими горами центральной Европы, юго-востоке — Кавказом, а на западе условной границей равнины служит река Висла.
Является одной из крупнейших равнин земного шара. Общая протяжённость равнины с севера на юг составляет около 2500 км, с запада на восток — около 2400 км.
На территории равнины полностью расположены Беларусь, Латвия, Литва, Эстония, Молдавия, частично — Россия, Казахстан, Украина, Финляндия, Польша, Румыния и Болгария.

## Рельеф и геологическое строение
Восточно-Европейская равнина состоит из возвышенностей с высотами 200—300 м над уровнем моря и низменностей, по которым текут крупные реки. Средняя высота равнины — 171 м, а наибольшая — 479 м — на Бугульминско-Белебеевской возвышенности в Предуралье.

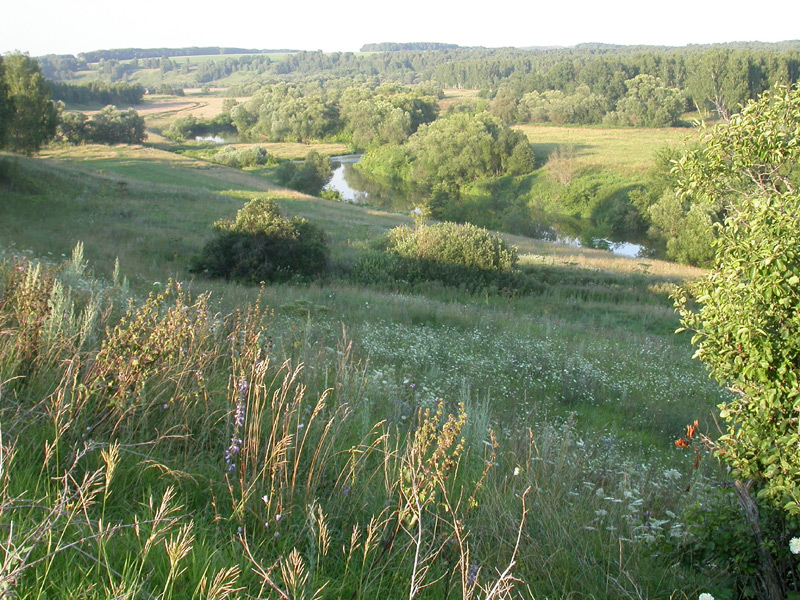
Среднерусская возвышенность, долина реки Осётр

По особенностям орографических признаков в пределах Восточно-Европейской равнины отчётливо выделяется три полосы: центральная, северная и южная. Через центральную часть равнины проходит полоса чередующихся крупных возвышенностей и низменностей: Среднерусская, Приволжская, Бугульминско-Белебеевская возвышенности и Общий Сырт, которые разделены Окско-Донской низменностью и Низким Заволжьем.
К северу от этой полосы преобладают низкие равнины, на поверхности которых гирляндами и поодиночке разбросаны более мелкие возвышенности. С запада на востоко-северо-восток здесь протягиваются, сменяя друг друга, Смоленско-Московская, Валдайская возвышенности и Северные Увалы. По ним в основном проходят водоразделы между Северным Ледовитым, Атлантическим и внутренним бессточным Арало-Каспийским бассейнами. От Северных Увалов территория понижается к Белому и Баренцеву морям.

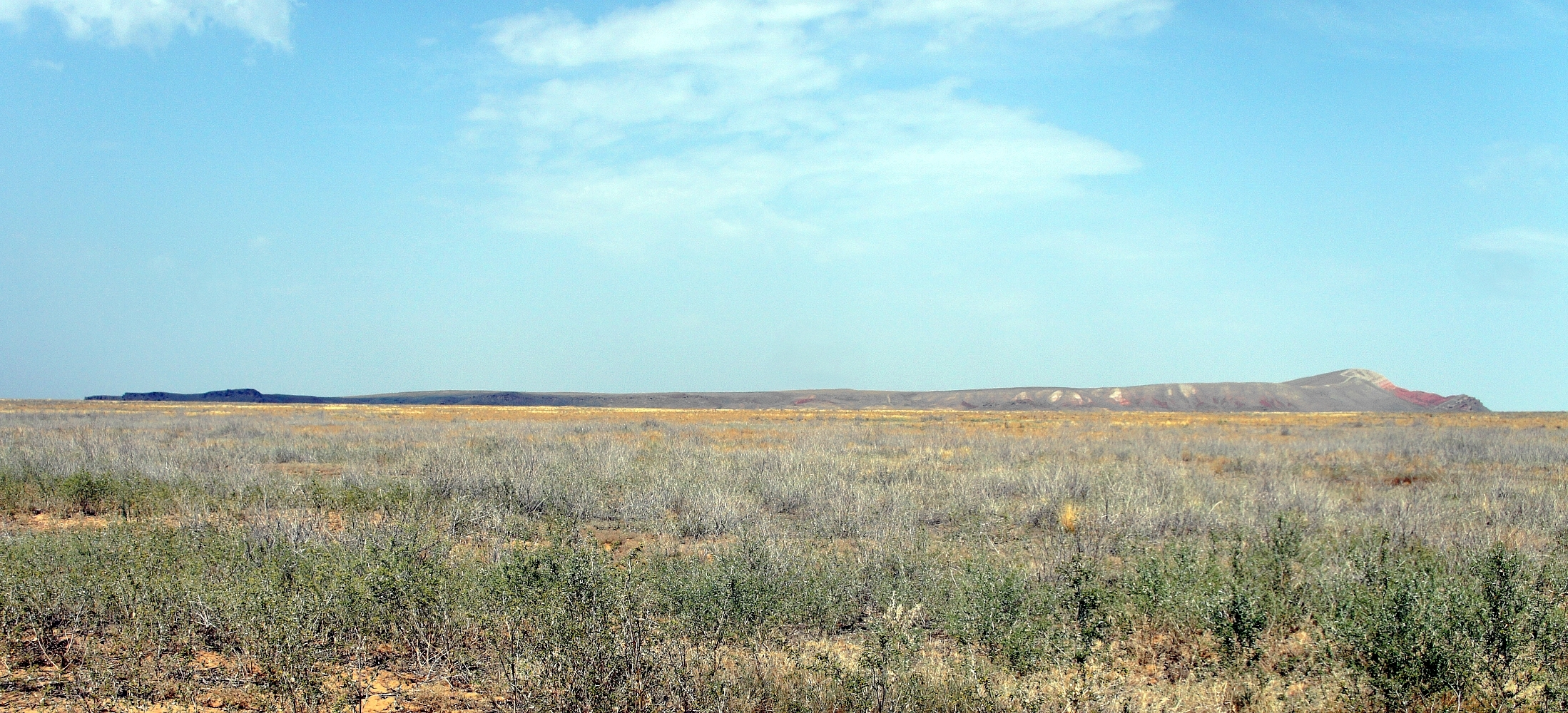
Прикаспийская низменность (на горизонте — гора Большое Богдо)

Южную часть Восточно-Европейской равнины занимают низменности (Прикаспийская, Причерноморская и др.), разделённые невысокими возвышенностями (Ергени, Ставропольская возвышенность).
Почти все крупные возвышенности и низменности равнины тектонического происхождения.
В основании Восточно-Европейской равнины залегают Русская плита с докембрийским кристаллическим фундаментом, на юге северный край Скифской плиты с палеозойским складчатым фундаментом. Граница между плитами в рельефе не выражена. На неровной поверхности докембрийского фундамента Русской плиты лежат толщи докембрийских (венда, местами рифея) и фанерозойских осадочных пород. Мощность их неодинакова (от 1500—2000 до 100—150 м) и обусловлена неровностями рельефа фундамента, который и определяет основные геоструктуры плиты. К ним относят синеклизы — области глубокого залегания фундамента (Московская, Печорская, Прикаспийская, Глазовская), антеклизы — области неглубокого залегания фундамента (Воронежская, Волго-Уральская), авлакогены — глубокие тектонические рвы (Крестцовский, Солигаличский, Московский и др.), выступы байкальского фундамента — Тиман.
Сильно повлияло на формирование рельефа Русской равнины оледенение. Наиболее ярко это воздействие проявилось в северной части равнины. В результате прохождения ледника по этой территории возникло множество озёр (Чудское, Псковское, Белое и другие). В южной, юго-восточной и восточной частях, которые подвергались оледенениям в более ранний период, последствия их сглажены эрозийными процессами.

## Полезные ископаемые
Некоторые полезные ископаемые Русской равнины добываются уже множество столетий.

### Полезные ископаемые российской части Русской равнины
В кристаллических породах Балтийского щита содержатся железные и медно-никелевые руды. В фундаменте Среднерусской возвышенности открыты богатейшие месторождения железных руд (см. КМА).
Разнообразны ископаемые осадочного происхождения: в краевых частях платформы — на севере, юге и востоке — обнаружены крупные запасы нефти и газа; в нижнем течении Печоры сосредоточен каменный уголь, имеется он и в Ростовской области, где обладает хозяйственным значением; в осадочных толщах открыты запасы фосфоритов. Из строительных материалов открыты месторождения мела, известняка, цементного сырья, гипса, стекольных песков и др.
В районе Калининграда разрабатывается янтарь, открыты месторождения нефти, природного газа, бурого угля, каменной соли и др.
На юге равнины располагаются солёные озёра с запасами поваренной соли (см. Эльтон, Баскунчак).

## Климат

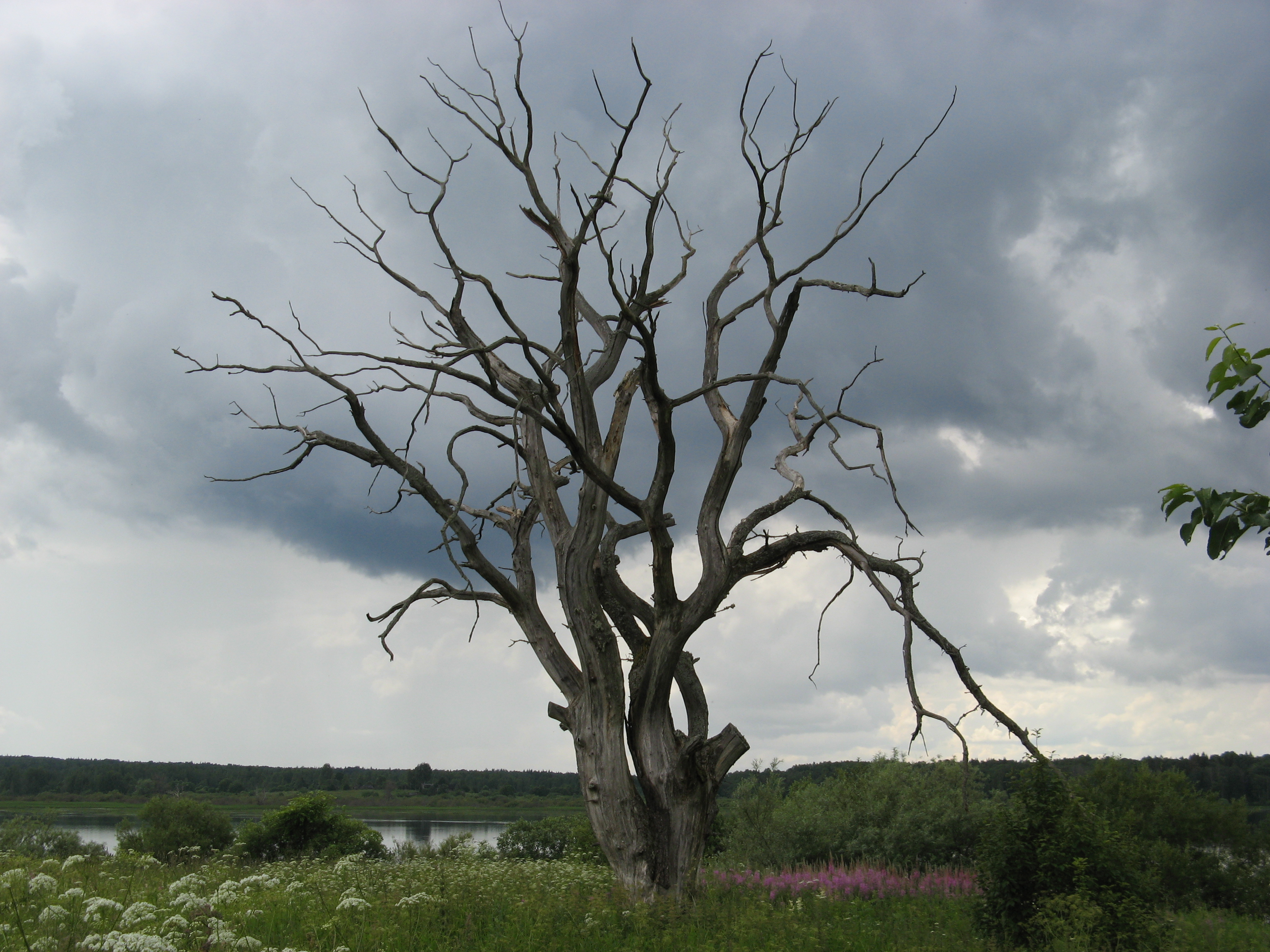
Валдайская возвышенность

На климат Восточно-Европейской равнины оказывают влияние особенности её рельефа, географическое положение в умеренных и высоких широтах, а также соседние территории (Западная Европа и Северная Азия), Атлантический и Северный Ледовитый океаны, значительная протяжённость с запада на восток и с севера на юг. Суммарная солнечная радиация за год на севере равнины, в бассейне Печоры, достигает 2700 мДж/м² (65 ккал/см²), а на юге, в Прикаспийской низменности, 4800-5050 мДж/м² (115—120 ккал/см²).
Сглаженный рельеф равнины способствует свободному переносу воздушных масс. Для Восточно-Европейской равнины характерен западный перенос воздушных масс. Летом атлантический воздух приносит прохладу и осадки, а зимой — тепло и осадки. При движении на восток он трансформируется: летом становится в приземном слое более тёплым и сухим, а зимой — более холодным, но также теряет влагу. За холодное время года из различных частей Атлантики на Восточно-Европейскую равнину приходит от 8 до 12 циклонов. При их движении на восток или северо-восток происходит резкая смена воздушных масс, способствующая то потеплению, то похолоданию. С приходом юго-западных циклонов на юг равнины вторгается тёплый воздух субтропических широт. Тогда в январе температура воздуха может подняться до +5…+7 °C. Общая континентальность климата возрастает с запада и северо-запада на юг и юго-восток.
Вторжение циклонов из Северной Атлантики и Юго-Западной Арктики способствует переносу холодных воздушных масс. Они входят в тыловую часть циклона, и тогда арктический воздух проникает далеко на юг равнины. Также арктический воздух свободно поступает и по восточной периферии антициклонов, медленно передвигающихся с северо-запада. Антициклоны часто повторяются на юго-востоке равнины, обусловленные влиянием Азиатского максимума. Они способствуют вторжению холодных континентальных масс воздуха умеренных широт, развитию радиационного выхолаживания при малооблачной погоде, низких температур воздуха и образованию маломощного устойчивого снежного покрова.
Положение январских изотерм в северной половине Восточно-Европейской равнины субмеридиональное, что связано с большей повторяемостью в западных районах атлантического воздуха и меньшей его трансформацией. Средняя температура января в районе Калининграда составляет −4 °C, в западной части компактной территории России около −10 °C, а на северо-востоке −20 °C. В южной части страны изотермы отклоняются к юго-востоку, составляя −5…−6 °C в районе низовьев Дона и Волги.
Летом почти всюду на равнине важнейшим фактором в распределении температуры является солнечная радиация, поэтому изотермы в отличие от зимы располагаются в основном в соответствии с географической широтой. На крайнем севере равнины средняя температура июля повышается до +8 °C. Средняя июльская изотерма +20 °C идёт через Воронеж на Чебоксары, примерно совпадая с границей между лесом и лесостепью, а Прикаспийскую низменность пересекает изотерма +24 °C.
Распределение осадков по территории Восточно-Европейской равнины находится в первую очередь в зависимости от циркуляционных факторов (западного переноса воздушных масс, положения арктического и полярного фронтов и циклонической деятельности). Наиболее увлажнённой частью равнины является полоса между 55-60° с. ш. (Валдайская и Смоленско-Московская возвышенности): годовая сумма осадков здесь достигает 700—800 мм на западе и 600—700 мм на востоке.
На севере Восточно-Европейской равнины осадков выпадает больше, чем их может испариться при данных температурных условиях. На юге северной климатической области баланс влаги приближается к нейтральному (атмосферные осадки равны величине испаряемости).
Важное влияние на количество выпадающих осадков оказывает рельеф: на западных склонах возвышенностей выпадает на 150—200 мм осадков больше, чем восточные склоны и затенённые ими низменности. В летнее время на возвышенностях южной половины Русской равнины возрастает почти в два раза повторяемость дождливых типов погоды и одновременно падает повторяемость засушливых типов. В южной части равнины максимум осадков приходится на июнь, а в средней полосе — на июль.
На юге равнины годовые и месячные суммы осадков резко колеблются, влажные годы чередуются с засушливыми. В Бугуруслане (Оренбургская область), например, по наблюдениям за 38 лет средняя годовая сумма осадков составляет 349 мм, максимальная годовая — 556 мм, минимальная — 144 мм. Частым явлением для юга и юго-востока Восточно-Европейской равнины являются засухи. Засуха может быть весенней, летней или осенней. Примерно один год из трёх оказывается засушливым.
Зимой образуется снежный покров. На северо-востоке равнины его высота достигает 60-70 см, а продолжительность залегания до 220 дней в году. На юге высота снежного покрова уменьшается до 10-20 см, а продолжительность залегания — до 60 дней.

## Гидрография

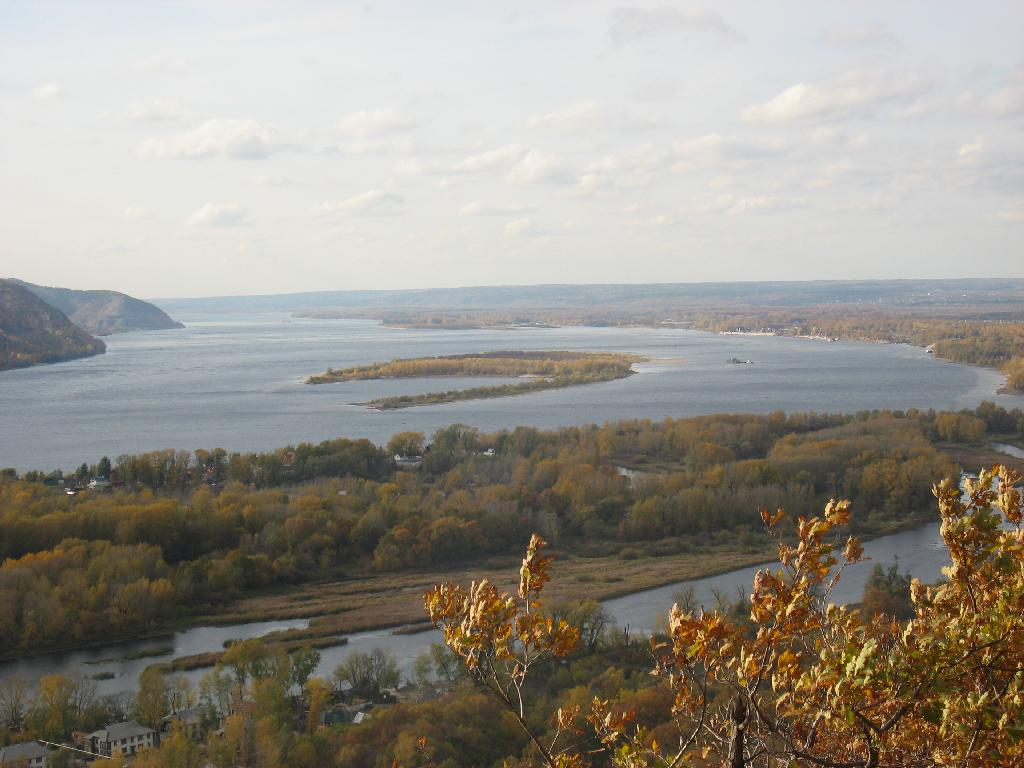
Волга (у Жигулей) — крупнейшая река Европы

Восточно-Европейская равнина обладает развитой озёрно-речной сетью, густота и режим которой меняются вслед за климатическими условиями с севера на юг. В том же направлении изменяется степень заболоченности территории, а также глубина залегания и качество грунтовых вод.

### Реки

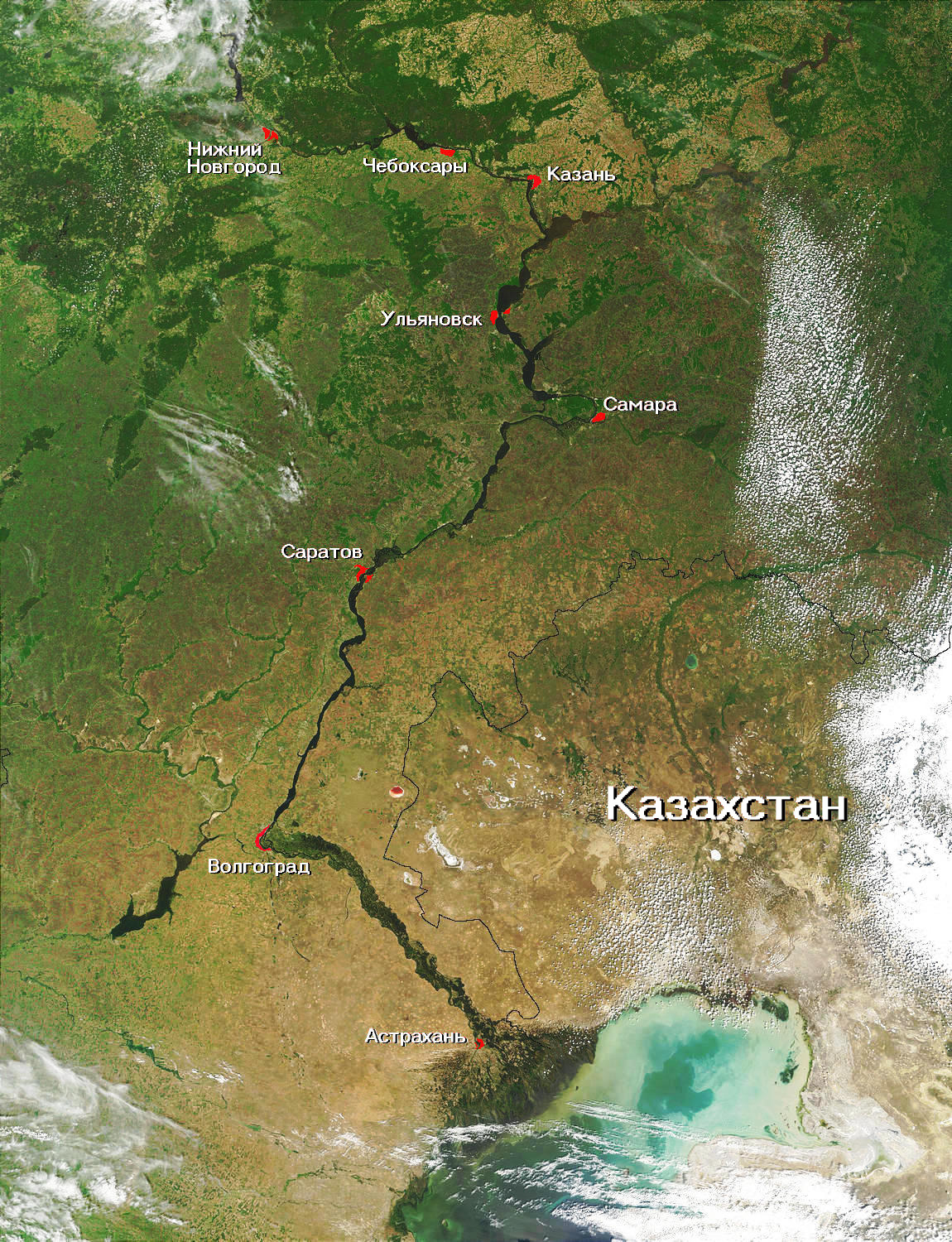
Среднее и Нижнее Поволжье

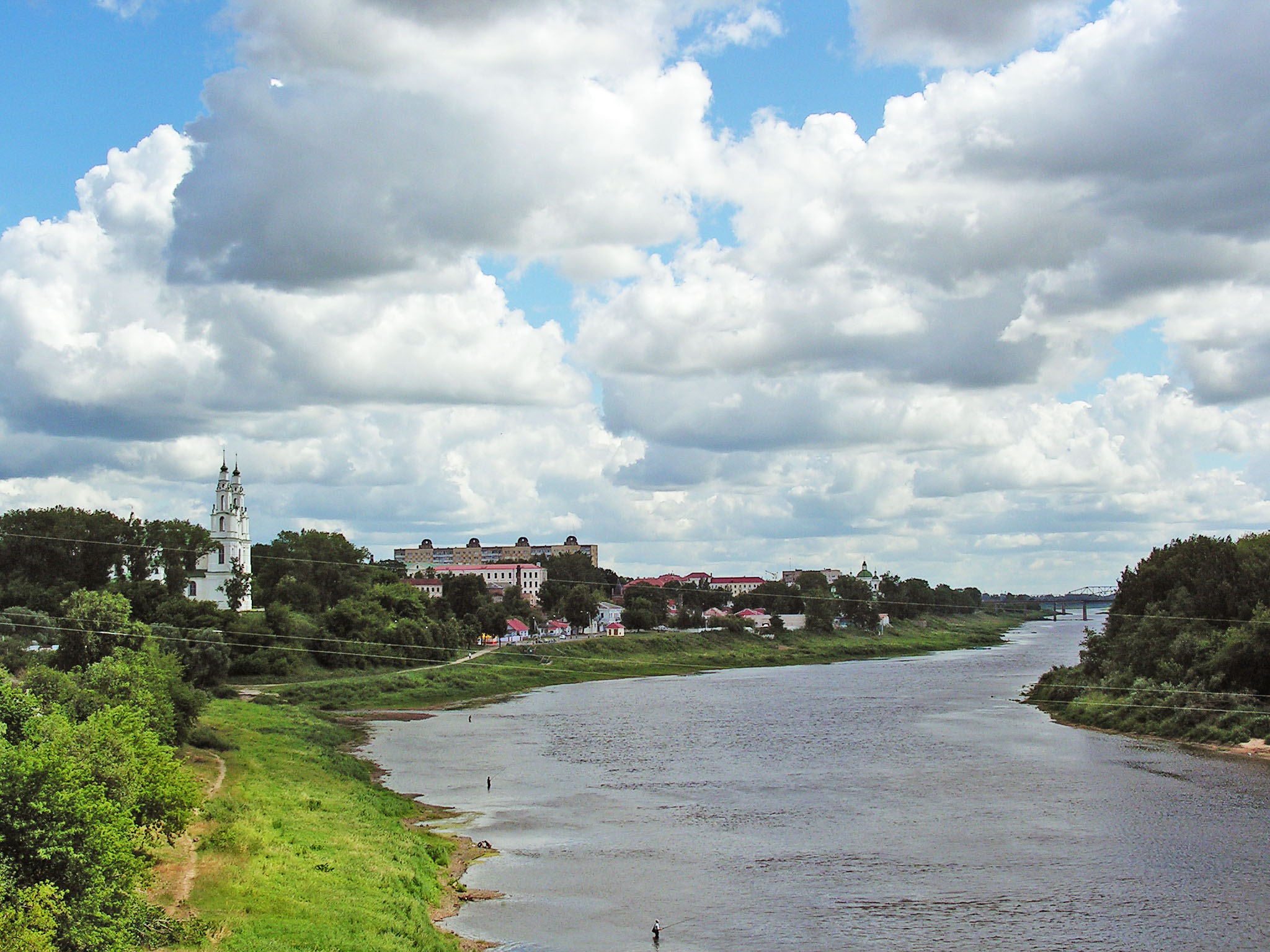
Западная Двина (в Полоцке)

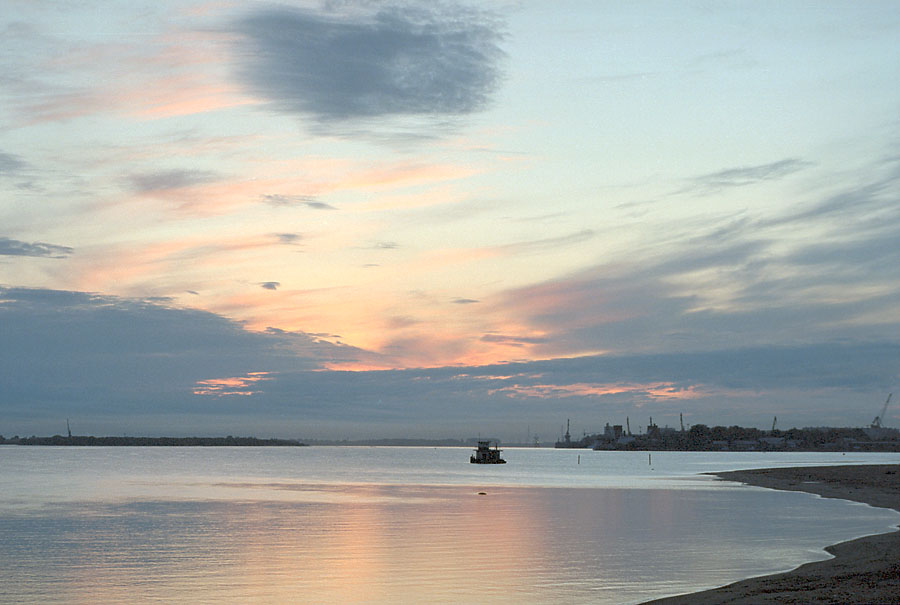
Северная Двина (в Архангельске)

Большинство рек Восточно-Европейской равнины имеют два основных направления — северное и южное. Реки северной покатости стекают к Баренцеву, Белому и Балтийскому морям, реки южной покатости направляются к Чёрному, Азовскому и Каспийскому морям.
Основной водораздел между реками северной и южной покатости вытянут с западо-юго-запада на востоко-северо-восток. Он проходит по болотам Полесья, Литовско-Белорусской и Валдайской возвышенностям, Северным Увалам. Наиболее важный водораздельный узел лежит на Валдайской возвышенности. Здесь в непосредственной близости лежат истоки Западной Двины, Днепра и Волги.
Все реки Восточно-Европейской равнины относятся к одному климатическому типу — преимущественно снегового питания с весенним половодьем. Несмотря на принадлежность к одному климатическому типу, реки северной покатости по своему режиму существенно отличаются от рек южной покатости. Первые располагаются в области положительного баланса влаги, в которой осадки преобладают над испаряемостью.
При годовой сумме осадков 400—600 мм на севере Восточно-Европейской равнины в зоне тундры фактическое испарение с земной поверхности составляет 100 мм и менее; в средней полосе, где проходит гребень испарения, 500 мм на западе и 300 мм на востоке. В итоге на долю речного стока приходится здесь от 150 до 350 мм в год, или от 5 до 15 л/сек с квадратного километра площади. Гребень стока проходит по внутренним районам Карелии (северное побережье Онежского озера), среднему течению Северной Двины и верховьям Печоры.
Вследствие большого стока реки северной покатости (Северная Двина, Печора, Нева и др.) многоводны. Занимая 37,5 % площади Русской равнины, они дают 58 % её общего стока. Многоводие у этих рек сочетается с более или менее равномерным распределением стока по сезонам года. Хотя снеговое питание у них и стоит на первом месте, вызывая весной половодье, но значительную роль играют также дождевое и грунтовое виды питания.
Реки южной покатости Восточно-Европейской равнины протекают в условиях значительного испарения (500—300 мм на севере и 350—200 мм на юге) и малого количества выпадающих осадков в сравнении с реками северной покатости (600—500 мм на севере и 350—200 мм на юге), что приводит к сокращению стока от 150—200 мм на севере до 10—25 мм на юге. Если выразить сток рек южной покатости в литрах в секунду с квадратного километра площади, то на севере он составит всего 4—6 л, а на юго-востоке менее 0,5 л. Незначительные размеры стока определяют маловодность рек южной покатости и его крайнюю неравномерность в течение года: максимум стока приходится на краткий период весеннего половодья.

### Озёра
Озёра расположены на Восточно-Европейской равнине крайне неравномерно. Больше всего их на хорошо увлажнённом северо-западе. Юго-восточная часть равнины, наоборот, почти лишена озёр. Она получает мало атмосферных осадков и обладает к тому же зрелым эрозионным рельефом, лишённым замкнутых котловинных форм. На территории Русской равнины можно различать четыре озёрные области: область ледниково-тектонических озёр, область моренных озёр, область пойменных и суффозионно-карстовых озёр, область лиманных озёр.
Область ледниково-тектонических озёр

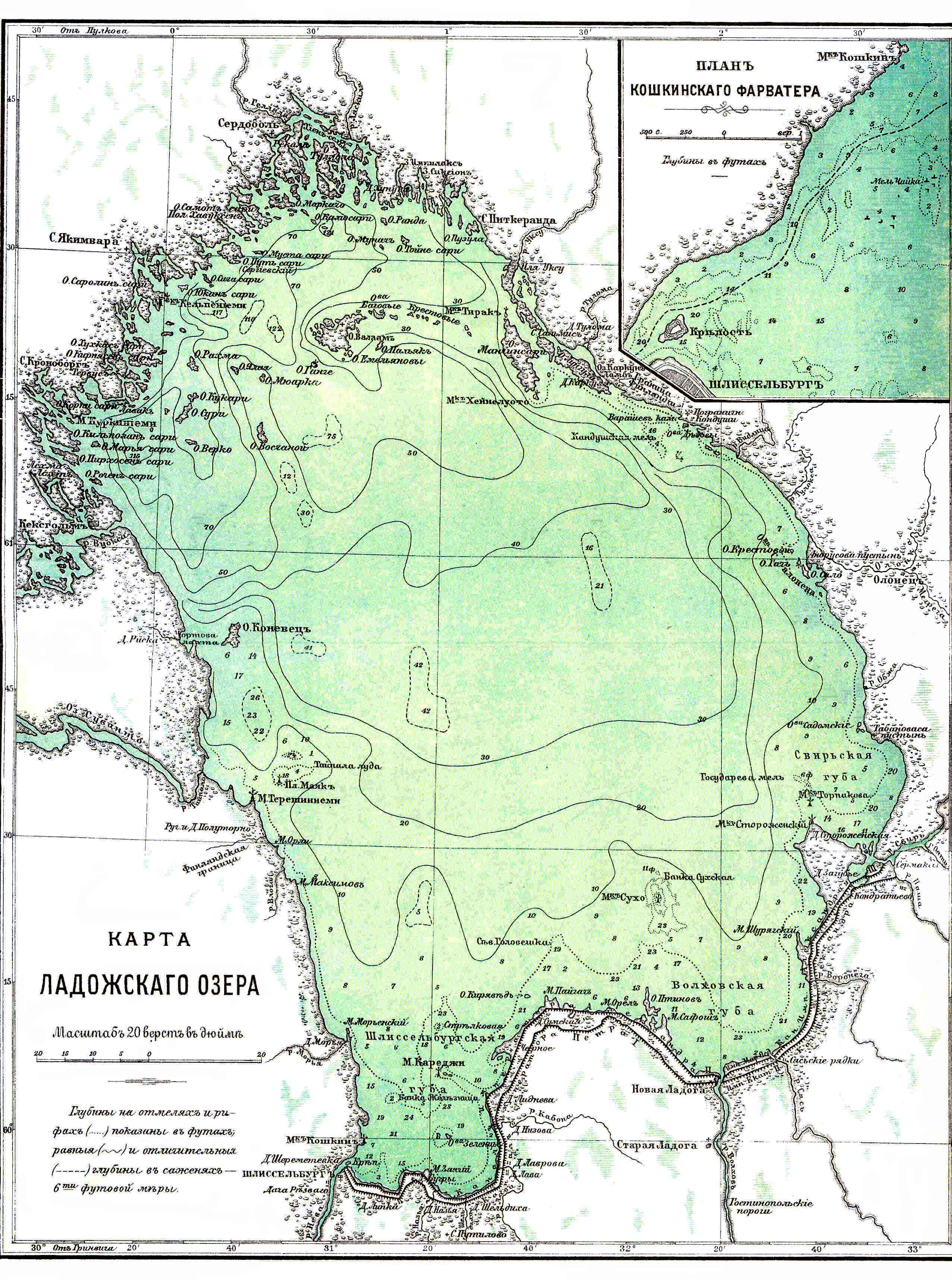
Ладожское озеро — крупнейшее озеро Европы

Ледниково-тектонические озёра распространены в Карелии, Финляндии и на Кольском полуострове, образуя настоящую озёрную страну. Только на территории Карелии установлено почти 44 тысячи озёр площадью от 1 га до нескольких сот и тысяч квадратных километров. Озёра этой области, часто крупные, разбросаны по тектоническим впадинам, углублённым и обработанным ледником. Берега их скалистые, сложены древними кристаллическими породами.
Область моренных озёр
Область моренных озёр совпадает с геоморфологической областью аккумуляции валдайского ледника. В неровностях моренного рельефа разбросаны тысячи неглубоких, небольших по площади озёр. Самые мелководные из них усиленно зарастают тростником, камышом, рогозом, осокой, более глубокие затягиваются сплавиной.
Крупнейшие озёра области — Псковско-Чудское (площадь 3650 км²) и Ильмень — представляют остатки более обширных в прошлом приледниковых водоёмов.
Помимо моренных озёр, в этой области известны озёра и другого типа. Так, по берегам Балтийского моря разбросаны лагунно-лиманные озёра, а в местах развития карстующихся пород девона (на юго-западе) и карбона (на северо-востоке) — карстовые озёра.
Область пойменных и суффозионно-карстовых озёр
Внутренние центральные и южные районы Восточно-Европейской равнины охватывает область пойменных и суффозионно-карстовых озёр. Это область лежит вне границ оледенения, за исключением северо-запада, покрывавшегося днепровским ледником. Вследствие хорошо выраженного эрозионного рельефа озёр в области мало. Обыкновенны лишь пойменные озёра по долинам рек; изредка встречаются небольшие карстовые и суффозионные озёра.
Область лиманных озёр

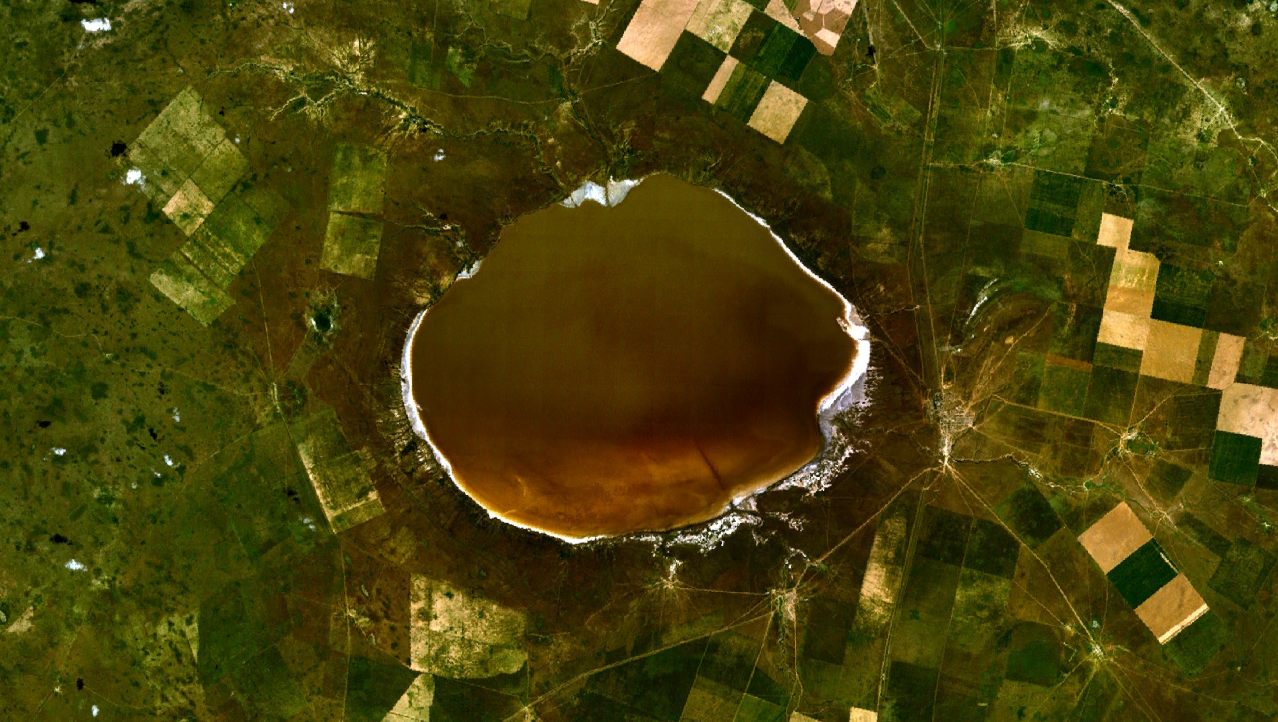
Озеро Эльтон

Область лиманных озёр расположена на территории двух приморских низменностей — Причерноморской и Прикаспийской. При этом под лиманами понимают здесь озёра различного происхождения. Лиманы Причерноморской низменности представляют морские заливы (в прошлом устья рек), отгороженные от моря песчаными косами. Лиманы, или ильмени, Прикаспийской низменности представляют собой слабо оформленные понижения, которые весной заполняются водой от впадающих в них рек, а летом превращаются в болота, солончаки или сенокосные угодья.

### Подземные воды
Подземные воды распространены на всей территории Восточно-Европейской равнины, образуя Восточно-Европейскую платформенную артезианскую область. Впадины фундамента служат резервуарами для скопления вод различных по величине артезианских бассейнов. В пределах России здесь выделены три артезианских бассейна первого порядка: Среднерусский, Восточно-Русский и Прикаспийский. В их пределах существуют артезианские бассейны второго порядка: Московский, Сурско-Хопёрский, Волго-Камский, Предуральский и др. Одним из крупных является Московский бассейн, приуроченный к одноимённой синеклизе, который содержит напорные воды в трещиноватых карбоновых известняках.
С глубиной химический состав и температура подземных вод изменяются. Пресные воды имеют мощность не более 250 м, а с глубиной увеличивается их минерализация — от пресных гидрокарбонатных к солоноватым и солёным сульфатным и хлоридным, а ниже — к рассолам хлоридным, натриевым и в наиболее глубоких местах бассейна — к кальциево-натриевым. Температура повышается и достигает максимума около 70 °C на глубинах 2 км на западе и 3,5 км на востоке.

## Природные зоны
На Восточно-Европейской равнине существуют почти все виды природных зон России.
Наиболее распространённые природные зоны (с севера на юг):
- Тундра (север Кольского полуострова)
- Тайга — Олонецкая равнина
- Смешанные леса — Центральноберезинская равнина, Оршанско-Могилёвская равнина, Мещёрская низменность
- Широколиственные леса (Мазовецко-Подлясская низменность, частично Тамбовская равнина)
- Лесостепи — Окско-Донская равнина, в том числе Тамбовская равнина
- Степи и полупустыни — Причерноморская низменность, Предкавказская равнина (Кубано-Приазовская низменность, Ставропольская возвышенность и Терско-Кумская низменность) и Прикаспийская низменность

### Природный территориальный комплекс равнины
Восточно-Европейская равнина является одним из больших природных территориальных комплексов (ПТК) России, особенностями которого являются:
- большая площадь: вторая по величине равнина в мире;
- богатые ресурсы: ПТК имеет богатую ресурсами землю, к примеру: полезные ископаемые, водные и растительные ресурсы, плодородная почва, множество культурных и туристических ресурсов;
- историческая значимость: на равнине происходило множество важных в истории России событий, что несомненно является преимуществом этой зоны.

На равнине расположены крупнейшие города России. Это центр начала и основания русской культуры. Великие писатели черпали вдохновения от красивых и живописных мест Восточно-Европейской равнины.
Велико разнообразие природных комплексов Русской равнины. Это и плоские приморские низменности, покрытые кустарничково-моховой тундрой, и холмисто-моренные равнины с еловыми или хвойно-широколиственными лесами, и обширные заболоченные низины, эрозионно-расчленённые лесостепные возвышенности и поймы рек, поросшие лугами и кустарниками. Самыми крупными комплексами равнины являются природные зоны. Особенности рельефа и климата Русской равнины обусловливают чёткую смену в её пределах природных зон с северо-запада на юго-восток, от тундр до пустынь умеренного пояса. Здесь прослеживается самый полный набор природных зон по сравнению с другими крупными природными районами России. Самые северные районы Русской равнины заняты тундрой и лесотундрой. Отепляющее влияние Баренцева моря проявляется в том, что полоса тундры и лесотундры на Русской равнине узкая. Она расширяется лишь на востоке, где возрастает суровость климата. На Кольском полуострове климат влажный, а зима необычно тёплая для этих широт. Своеобразны здесь и растительные сообщества: кустарничковые тундры с водяникой сменяются к югу берёзовой лесотундрой. Более половины равнины занимают леса. На западе они доходят до 50° с. ш., а на востоке — до 55° с. ш. Здесь размещены зоны тайги и смешанных и широколиственных лесов. Обе зоны сильно заболочены в западной части, где велико количество осадков.
В тайге Русской равнины распространены еловые и сосновые леса. Зона смешанных и широколиственных лесов постепенно выклинивается к востоку, где возрастает континентальность климата. Большую часть этой зоны занимают ПТК моренных равнин. Живописные холмы и гряды со смешанными хвойно-лиственными лесами, не образующими больших массивов, с лугами и полями чередуются с однообразными песчаными, часто болотистыми низинами. Здесь множество небольших озёр, заполненных прозрачными водами, и причудливо извилистых рек. И огромное количество валунов: от больших, величиной с грузовой автомобиль, до совсем маленьких. Они всюду: на склонах и вершинах холмов и возвышенностей, в низинах, на пашнях, в лесах, руслах рек. К югу появляются оставшиеся после отступания ледника песчаные равнины — полесья. На бедных песчаных почвах широколиственные леса не растут. Здесь господствуют сосновые боры. Большие площади полесий заболочены. Среди болот преобладают низменные травяные, но встречаются и верховые сфагновые. Вдоль окраины лесов с того запада на северо-восток протянулась лесостепная зона. В лесостепной зоне чередуются возвышенности и низкие равнины. Возвышенности расчленены густой сетью глубоких балок и оврагов и лучше увлажнены, чем низкие равнины. До вмешательства человека они были покрыты преимущественно дубовыми лесами на серых лесных почвах. Луговые степи на чернозёмах занимали меньшие площади. Низкие равнины расчленены слабо. На них много небольших понижений.
В прошлом здесь господствовали луговые разнотравные степи на чернозёмах. В настоящее время в лесостепной зоне большие площади распаханы. Это вызывает усиление эрозии. Лесостепь сменяется степной зоной. Степь расстилается широкой необозримой равниной, чаще совершенно плоской, местами с курганами и небольшими холмами. Там, где сохранились участки степной целины, она кажется в начале лета серебристой от цветущего ковыля и волнуется словно море. В настоящее время всюду видны поля. Можно проехать десятки километров, и картина не изменится. На крайнем юго-востоке, в Прикаспии, размещены зоны полупустынь и пустынь. Умеренно континентальный климат обусловил господство в лесотундре и тайге Русской равнины еловых лесов, а в лесостепной зоне — дубрав. Нарастание континентальности и сухости климата нашло отражение в более полном наборе природных зон в восточной части равнины, смещении их границ к северу и выклинивании зоны смешанных и широколиственных лесов.

## Животный и растительный мир

### Животный и растительный мир российской части равнины

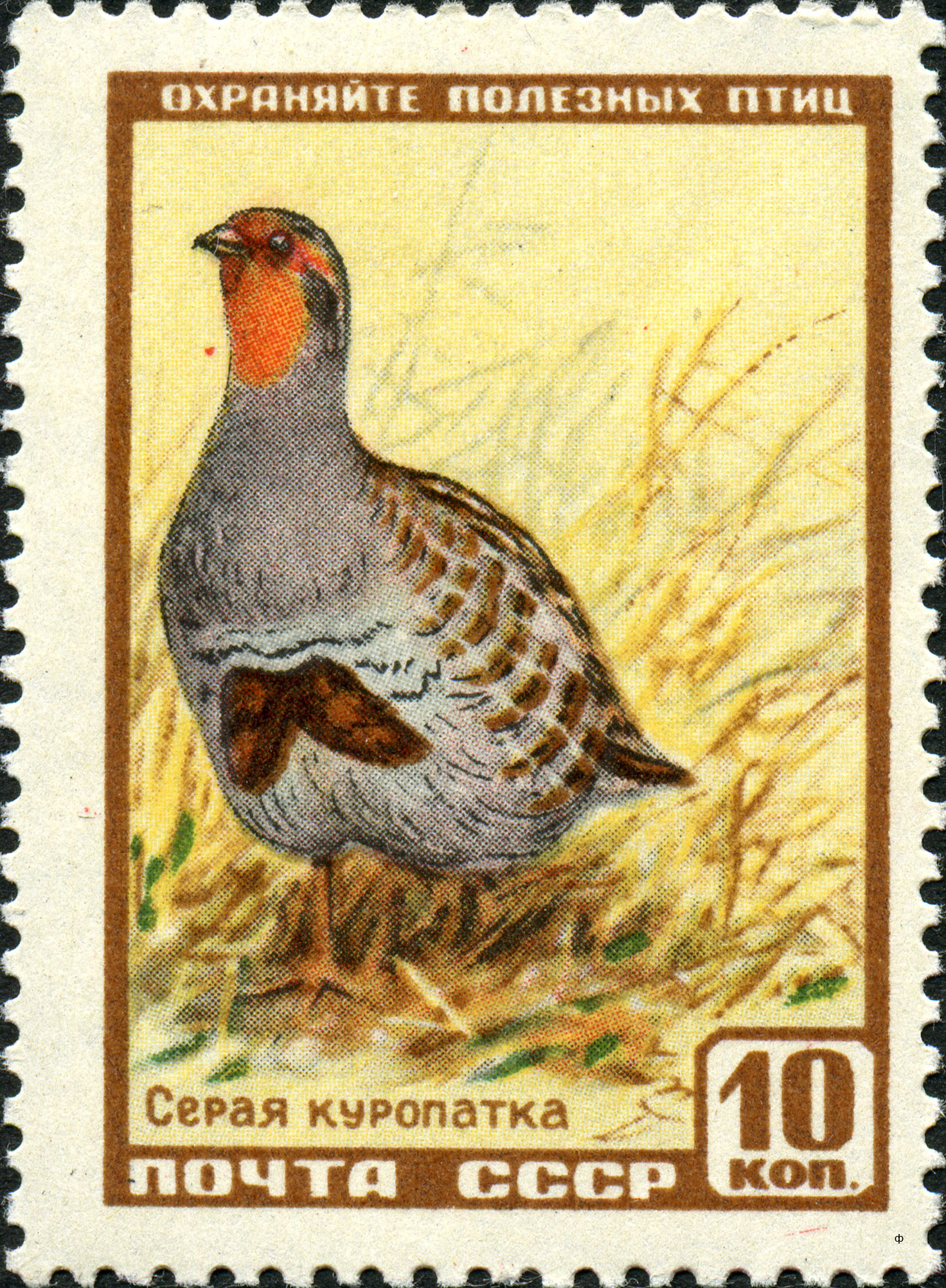
Серая куропатка на равнине

Типичными животными полесий — песчаных низин — являются волки, лисы, медведи, зайцы, белки и др. Из рыб можно встретить леща, судака, окуня, сома, щуку, жереха и других.
В Приокско-Террасном заповеднике сохраняются выхухоль, зубры, бобры.
Основными древесными породами в тайге являются ель и сосна, а в зоне смешанных лесов к ним добавляются берёза, осина, ольха и липа. Широколиственные породы (дуб, клён) встречаются значительно реже и не образуют лесных массивов.